# Lauraguel
Lauraguel – miejscowość i gmina we Francji, w regionie Oksytania, w departamencie Aude.
Według danych na rok 1990 gminę zamieszkiwało 416 osób, a gęstość zaludnienia wynosiła 59 osób/km² (wśród 1545 gmin Langwedocji-Roussillon Lauraguel plasuje się na 557. miejscu pod względem liczby ludności, natomiast pod względem powierzchni na miejscu 898.).